# David Buchan
David Buchan (Escòcia, 1780 – alta mar, després del 8 de desembre de 1838) va ser un oficial escocès de la Royal Navy, administrador, jutge colonial i explorador de l'Àrtida.

## Biografia
El 1802 o 1803 es casà amb Maria Adye, amb qui tingué un mínim de tres fills.
El 1806 va ser nomenat tinent de la Royal Navy, i dos anys més tard va ser enviat a Terranova com a oficial d'un comboi pesquer, on s'estaria fins al 1817. El 1810 va encapçalar una expedició a l'interior de Terranova per tractar de contactar amb el llavors ja migrat grup indígena dels beothuk, però no va tenir èxit.
El 1815, com a capità del Pike va ocupar breument Saint-Pierre. Va ser governador interí de Terranova durant els hiverns de 1815-1816 i 1816-1817. El 13 d'abril de 1816 va ser ascendit a comandant.
El gener de 1818 fou l'encarregat de dirigir una expedició al pol Nord per tal de buscar una connexió entre l'oceà Atlàntic i el Pacífic. L'expedició comptava amb dos baleners que havien estat reforçats per a l'ocasió, el HMS Dorotea, al comandament de Buchan, i el HMS Trent, al comandament del llavors tinent John Franklin i en què viatjava com a segon Frederick William Beechey. Van partir d'Anglaterra el 25 d'abril de 1818 per dirigir-se a Spitsbergen, però es van haver de fer enrere per culpa del gel. El 22 d'octubre del mateix any arribava de nou a casa. Tot i no haver aconseguit la ruta a través del Pol, l'expedició va fer nombroses observacions científiques, cartogràfiques i d'història natural. Anys més tard, el 1843, Beechey publicà un treball sobre aquest viatge amb el títol A voyage of discovery towards the North Pole 1818.
Buchan va tornar a Terranova el 1819, en què el governador li encarregà la missió de tornar Demasduwit, una nativa beothuk que havia estat segrestada pels blancs, a la seva tribu, amb l'esperança que servís de traductora i intermediària entre els colons anglesos i els beothuk. Amb tot, ella va morir abans que fos capaç de contactar amb el seu poble.
El 12 de juny de 1823 va ser ascendit a capità de la Royal Navy, però poc després va ser retirat del servei actiu per un afer que havia tingut amb uns pescadors mentre estava a Terranova. Entre 1825 i 1835 actuà com a High Xèrif de Terranova.
Després d'haver estat gairebé trenta anys a Terranova, Buchan es va involucrar amb la Companyia Britànica de les Índies Orientals. El desembre de 1838 va ser declarat perdut en alta mar quan feia el viatge de Calcuta a Anglaterra a bord del Upton Castle